# Anne-Marie Rozing
Anne-Marie Rozing (Heemskerk, 9 mei 1985) is een Nederlandse nieuwslezer op de radiozender Qmusic.
Van augustus 2006 tot juli 2015 was zij docent Nederlands op het Gerrit van der Veen College in Amsterdam-Zuid.
Bij AmsterdamFM ontstond haar interesse voor radio en nieuws. In augustus 2015 tekende zij een contract als nieuwslezer bij Qmusic.
Tot oktober 2018 was zij de vaste nieuwslezer in het programma van Stephan Bouwman op Qmusic. Sinds 1 oktober 2018 is zij dagelijks te horen bij Mattie & Marieke.